# Carlos A. Mannucci
Carlos A. Mannucci ist ein peruanischer Fußballverein aus der Stadt Trujillo in der Region La Libertad. Der Verein wurde 1959 gegründet und spielt in der Primera División.

## Geschichte
Carlos A. Mannucci wurde am 16. November 1959 auf Wunsch einer Gruppe von Volleyballspielerinnen gegründet, die bis dahin vom Victor-Lazarte-Krankenhaus in Trujillo gesponsert worden waren, und zwar als Multisportverein. Sie baten den örtlichen Geschäftsmann Carlos José Mannucci Vega und seine Mutter Laura Vega de Mannucci um die Schirmherrschaft, die den Verein zu Ehren ihres verstorbenen Vaters und Ehemanns Carlos Alberto Mannucci Finochetti gründeten.
Der Verein nahm zunächst an lokalen Volleyball- und Basketballwettbewerben teil und wurde von der Firma Carlos A. Mannucci finanziert. Schließlich nahm der Verein auch an lokalen Fußballwettbewerben teil, nachdem er die Lizenz des Club Mariscal Ramón Castilla erworben hatte. Die erste Wettbewerbssaison war 1967. Im folgenden Jahr erreichte der Verein als Sieger der Copa Perú die erste Liga, stieg aber direkt wieder ab. Nach mehreren Jahren als Fahrstuhlmannschaft erfolgte der letztmalige Abstieg aus der ersten Liga im Jahre 1994.
2018 gelang dem Verein nach langer Zeit wieder der Aufstieg in die Primera División (höchste Spielklasse), wobei der Verein von einer Aufstockung der Liga von 16 auf 18 Teams profitierte.

## Rivalitäten
Der Verein hat eine lange Rivalität mit Alfonso Ugarte, und die Spiele zwischen den beiden Mannschaften sind als El Clásico Trujillano bekannt. In den letzten Jahren hat der Verein auch eine Rivalität mit dem anderen Profiverein der Stadt, CD Universidad César Vallejo, entwickelt.

## Erfolge
- Copa Perú: 1968, 1969

## Spieler
- Luis Rubiños (1975–1976)
- Julio César Uribe (1993–1994)
- Gustavo Viera (2022–)